# Fernando Rufino
Fernando Rufino de Paulo (São Paulo, 22 de mayo de 1985) es un paracanoísta brasileño.

## Biografía
Un jinete de rodeo, Fernando siempre quiso viajar por el mundo y quiso involucrarse en algún deporte que lo ayudara a realizar ese sueño. 

## Medalla de oro olímpica enTokio
En 2012, por lo tanto, se interesó por el paracanoísmo y pronto logró buenas actuaciones en campeonatos del mundo. Ganó la medalla de oro en los Juegos Paralímpicos de Tokio 2020 en Tokio en VL2 Men's Va'a.